# 三八式機関銃
三八式機関銃は、保式機関砲を改良し日本陸軍が制定した機関銃である。

## 概要
制定は明治40年6月、設計は南部麒次郎砲兵少佐による。本銃は三脚架上に搭載して運用する空冷式機関銃である。口径6.5 mm、全長1448 mm、銃本体重量は28 kg、三脚架重量は21.672 kg。全備重量は55.5 kg。保弾板を使用し、30発を連射した。発射速度は毎分450発、熟練機銃手は最高600発を射撃した。最大射程は4,000 m、有効射程は2,000 mである。弾丸は保弾板に30発を詰めた上で、銃身左側面の装填架へ装填され、発射すると右方向へ送られて給弾を続ける。三脚架は前方に二脚、後方に太い一脚が延び、この後方の脚上には銃手用のサドル（鞍）が設けられた。三脚は脚位置を上げて膝射姿勢を、また脚位置を低めて伏射姿勢を取れた。高さは銃身軸位置で膝射797 mm、伏射410 mmである。輸送は馬への駄載による。明治42年11月の射撃試験では、三八式機関銃の銃身命数は10,000発以下とされた。また三八式機関銃は青島戦役に参加した。

## 構造

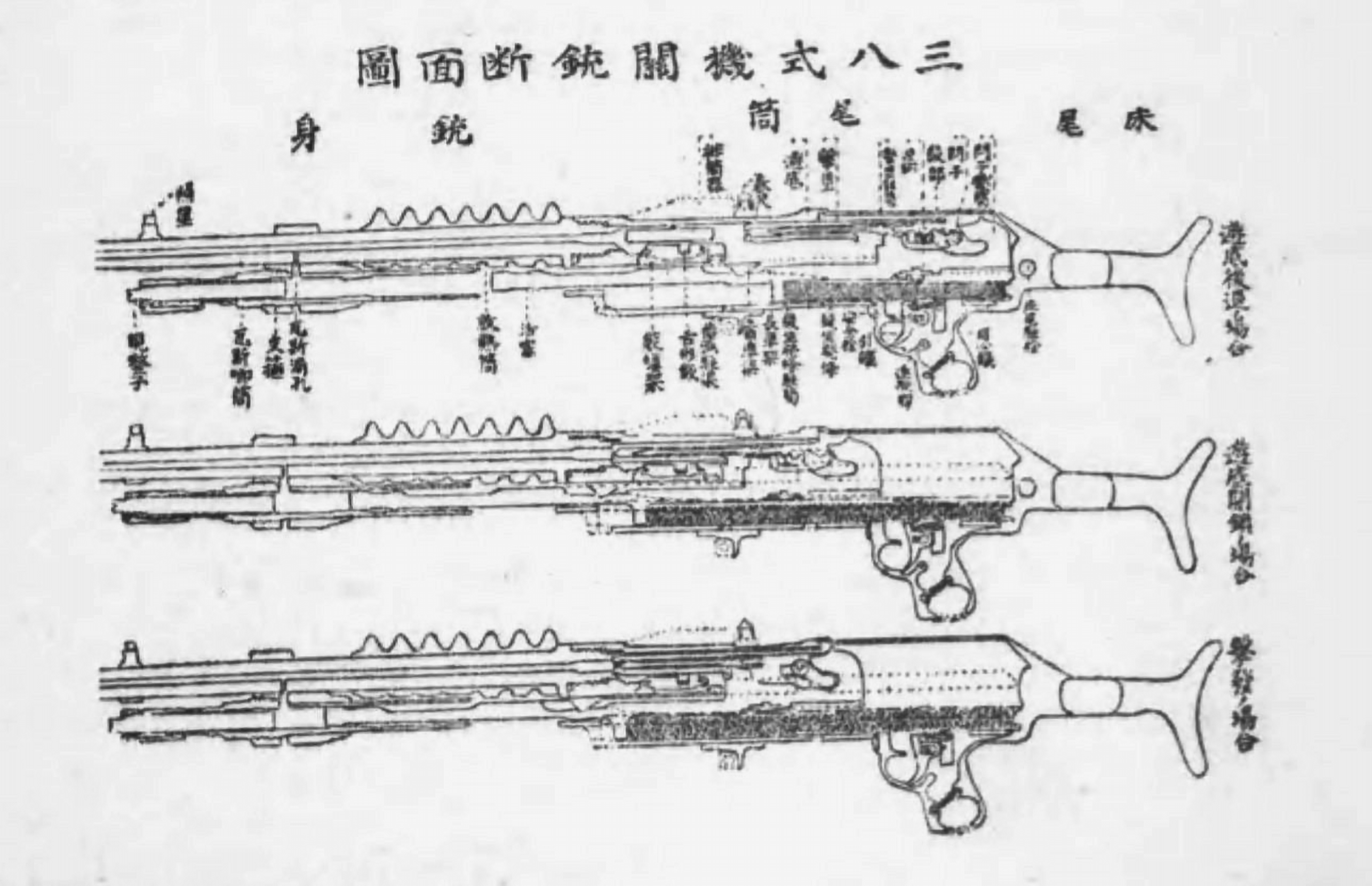
三八式機関銃の構造図

6.5 mm口径の三八式実包を使用する、ガス圧利用の空冷式機関砲である。前方に放熱筒のはめ込まれた銃身と、その下部に発射ガスを送るガス喞筒（そくとう。ガスシリンダー）が配置される。銃身の外部は黒色に錆染されており、ライフリングは右転6条、前端に照星座と照星がついている。銃身の背後に黒色に錆染された尾筒がつけられており、尾筒に設けられた準孔には保弾板を装填する装填架がつけられている。装填架上部に油槽が設けられ、また送弾歯輪がつけられている。これは活塞（ピストン）と連動して保弾板を右へ送る。
尾筒内部には遊底、活塞、復座ばね、引き金が内蔵される。遊底は円筒、撃茎（ストライカー）、抽筒子（エキストラクター）から構成される。これらは後部で活塞と連絡する。尾筒のさらに後方には床尾（銃床）がつけられた。
単発発射サイクルは次のように行われる。遊底を開いた後に装填架へ左方から保弾板を入れる。引き金を引くと復座ばねの反発力で遊底が前進を開始し、実包を保弾板から外して薬室内へ送り込む。薬室内への装填完了が終わると遊底が閉鎖され、弾丸が発射される。発射のガスが一部ガス喞筒内に入り、活塞の頭部を押して後退させる。遊底は活塞と連動して後退し、薬室から空薬莢を抜き出す。同時に活塞は逆鉤（シアー）を動かして引き金をロックする。同時に活塞に従動して送弾歯輪が送られ、保弾板の穴と噛み合って保弾板を右へ送る。
引き金を引き続ければ実包が尽きるまでサイクルが復行される。全弾発射すると保弾板は自動的に右方へ放出される。機関部に連発機という自動連射装置がついており、銃手が指を引き続けなくとも連射ができた。また引き金を引き続けた状態で新たに保弾板を装填すると自動的に連射が開始された。安全装置を垂直状態に回すと射撃できなくなり、水平状態に回すと撃発状態となった。
弾薬箱は甲種、乙種があり、それぞれ全備で18.803 kg、25.418 kgの重量があった。保弾板重量は120 g、弾薬は30発で630 g、紙箱は75 g、全備で825 gである。ほか、属品箱、器具箱が用意された。こうした荷物は駄載により輸送された。

## 改修点と欠点
これ以前に日本陸軍では保式機関砲を採用し日露戦争に投入していたが、欠点が多数発見されていた。三八式機関銃では以下の点が改修された。
- 薬莢に油脂を塗るための油槽を追加した。これにより薬莢の抽出を容易にし、また油脂の潤滑により機関部の作動を円滑にした。
- 薬室後部の形状を改良。弾頭部分を薬室へ滑らせる部分を改良して確実に装填できるようにした。
- エキストラクターと円筒の構造強化。
- 安全装置の改良、構造強化。
- 引き金を引いたままでなくとも連射が可能な装置の採用。

南部少佐はこれらの欠点を改修したが、未だに以下の欠点が存在した。
- 銃身交換が容易でないこと。
- 閂子（せんし）が固定式で修理が難しいこと。
- 撃茎が活塞と結合されているために雷管を突き破りやすく、また撃茎自体も折れやすかった。
- 保弾板の先端を銃へ装填するのに熟練を要した。また送弾機構に歯車を使うため、装弾中に弾丸が跳ね上がることがあった。
- 三脚架の姿勢変更には立って作業しなければならず、また数人の力を必要とした。

こうした欠点を踏まえ、後継の三年式機関銃には改善が施された。